# Raphaël van Praag
Pour les articles homonymes, voir van Praag.
Raphaël van Praag était un arbitre belge de football des années 1920 et 1930.

## Carrière
Il a officié dans des compétitions majeures : 
- JO 1920 (2 matchs)
- Coupe Mitropa 1927 (finale aller)